# Seznam avstralskih pevcev
Seznam avstralskih pevcev.

## A
- Vanessa Amorosi
- Diana Anaid
- Angry Anderson
- Bobby Andonov
- Christine Anu
- Tina Arena

## B
- Gord Bamford
- Jimmy Barnes
- Courtney Barnett
- Bertie Blackman
- Clare Bowditch
- Daryl Braithwaite
- Emily Browning

## C
- Kirin J Callinan
- (Martyn P. Casey)
- Nick Cave
- Kasey Chambers
- Jen Cloher
- Beccy Cole
- Jane Comerford

## D
- Clayton Doley
- Jason Donovan
- Slim Dusty

## E
- (Warren Ellis)

## F
- Chet Faker
- John Farnham
- Isaiah Firebrace
- Sia Furler

## G
- Peter Garrett
- Lisa Gerrard
- Andy Gibb
- Delta Goodrem
- Gotye (Wouter/Wally De Backer) (belg.-avstral.)

## H
- Colin Hay
- Darren Hayes
- Missy Higgins
- Michael Hutchence (1960–1997)

## I
- Dami Im (korejsko-avstralska)
- Natalie Imbruglia (avstralsko-angleška)
- Laura Imbruglia

## J
- Daniel Johns (* 1979)
- (Brian Johnson)

## K
- Kamahl (Kandiah Kamalesvaran AM) (Malezijec)
- Lee Kernaghan

## L
- Andrew Lambrou
- Anita Lane
- Lenka
- Jimmy Little
- Alex Lloyd
- Trevor Lucas

## M
- Reece Mastin
- Dame Nellie Melba
- Kate Miller-Heidke
- Dannii Minogue
- Kylie Minogue (* 1968)
- Lisa Mitchell
- Sophie Monk

## N
- Olivia Newton-John
- Trisha Noble
- Shannon Noll

## O
- Johnny O'Keefe
- Orianthi (- Penny Panagaris)

## P
- Brendan Perry

## R
- Rani (Kamalesvaran)
- Helen Reddy (1941-2020)
- James Reyne
- Xavier Rudd
- Johnny Ruffo

## S
- (Bon Scott)
- Guy Sebastian
- Mark Seymour
- Sia Kate Isobelle Furler
- Troye Sivan Mellet
- Rick Springfield
- Luke Steele
- Sara Storer
- Joan Sutherland

## W
- Anthony Warlow
- Donna Williams ?
- Kevin Bloody Wilson

## T
- JG Thirlwel (Clint Ruin, Frank Want, Foetus)

## U
- Keith Urban

## Y
- John Paul Young
- (Malcolm Young)
- Mandawuy Yunupingu